# Nargis (Francia)
Nargis è un comune francese di 1 505 abitanti situato nel dipartimento del Loiret nella regione del Centro-Valle della Loira.

## Storia

### Simboli
La sbarra rappresenta il fiume Loing e il canale omonimo, fondamentali per l'attività economica e la vita quotidiana del paese per i mulini, il porto, le chiuse, la pesca, il trasporto fluviale, il turismo… La croce ancorata è raffigurata sulla pietra tombale di Jeanne de Morinville (XVI sec.) situata nella chiesa di Saint Germain, nell'antica cappella di Saint-Mathurin dei signori di Cornou e simboleggia la chiesa del paese. Il crescente è ripreso dall'emblema dell'abbazia di Ferrières (di nero, a due chiavi d'argento, passate in decusse, accompagnate da due gigli in capo e in punta, da una stella nel fianco destro e da un crescente nel fianco sinistro, il tutto dello stesso) che aveva giurisdizione sulla parrocchia.

## Società

### Evoluzione demografica
Abitanti censiti